# Mulu Hailemichael
Mulu Kinfe Hailemichael (Adigrat, 12 de junio de 1999) es un ciclista etíope.

## Biografía
Desconocido hasta entonces, se reveló a finales de 2018 al terminar tercero y mejor escalador en la Tour de Ruanda, a los 19 años.
En 2019 fue reclutado por Dimension Data for Qhubeka, reserva del equipo World Tour del mismo nombre. En julio, se distinguió por terminar quinto y mejor escalador en el Giro del Valle de Aosta. Una semana después, ganó Bassano-Monte Grappa, una carrera famosa en el calendario amateur italiano. Luego se unió al equipo Delko Marseille Provence en 2020.

## Palmarés
2020
- 1 etapa en el Tour de Ruanda

2023
- 3.º en el Campeonato de Etiopía en Ruta

2024
- Campeonato de Etiopía Contrarreloj
- 2.º en el Campeonato de Etiopía en Ruta

## Equipos
- [cita requerida] Dimension Data for Qhubeka (2019)
- Team Delko (2020-2021)
  - NIPPO DELKO One Provence (2020)
  - Team Delko (2021)
- Global 6 Cycling (2022)
- Caja Rural-Seguros RGA (2023-2024)